# Kisvárda
Kisvárda (în română Varda) este un oraș în districtul Kisvárda, județul Szabolcs-Szatmár-Bereg, Ungaria, având o populație de 17.267 de locuitori (2011). 

## Demografie
Componența etnică a orașului Kisvárda
     Maghiari (94,73%)
     Romi (3,11%)
     Necunoscut (0,55%)
     Alții (1,61%)
Componența confesională a orașului Kisvárda
     Reformați (35,32%)
     Romano-catolici (27,13%)
     Greco-catolici (11,41%)
     Fără religie (5,48%)
     Necunoscută (19,89%)
     Alte religii (1,9%)
Conform recensământului din 2011, orașul Kisvárda avea 17.267 de locuitori. Din punct de vedere etnic, majoritatea locuitorilor (94,73%) erau maghiari, cu o minoritate de romi (3,11%). Apartenența etnică nu este cunoscută în cazul a 0,55% din locuitori. Nu există o religie majoritară, locuitorii fiind reformați (35,32%), romano-catolici (27,13%), greco-catolici (11,41%) și persoane fără religie (5,48%). Pentru 19,89% din locuitori nu este cunoscută apartenența confesională.

## Personalități născute aici
- Dov Gruner (1912 - 1947), activist sionist.